# Panglima Estino
Panglima Estino è una municipalità di quinta classe delle Filippine, situata nella Provincia di Sulu, nella Regione Autonoma nel Mindanao Musulmano.
Panglima Estino è formata da 12 baranggay:
- Gagguil
- Gata-gata
- Jinggan
- Kamih-Pungud
- Lihbug Kabaw
- Likbah
- Lubuk-lubuk
- Marsada
- Paiksa
- Pandakan
- Punay (Pob.)
- Tiptipon